# Sertaneja
Sertaneja este un oraș în Paraná (PR), Brazilia.